# 卡拉巴諾韋
47°25′40″N 29°38′42″E / 47.42778°N 29.64500°E
卡拉巴諾韋（烏克蘭語：Карабанове）是位於烏克蘭西南部的村莊，由敖德萨州羅茲季利納區的扎哈里夫卡市鎮負責管轄。該村始建於1849年，面積1.77平方公里，海拔高度104米，2001年人口414，人口密度每平方公里233.9人。